# 平滑緣花介
平滑緣花介（学名：Ambocythere planata）为粗面介科緣花介屬下的一个种。